# Romualdas Kozyrovičius
Romualdas Kozyrovičius (ur. 28 stycznia 1943 w Trokach) – litewski inżynier, polityk i dyplomata, minister rezerw materiałowych w latach 1990–1991.

## Życiorys
W latach 1958–1962 uczył się w wileńskim technikum kolejowym. W 1979 ukończył studia w Wileńskim Instytucie Inżynierii Budownictwa, uzyskał dyplom inżyniera ekonomisty.
W latach 60. pracował m.in. w wydziale budownictwa zarządu gospodarki rolnej w Trokach i w przedsiębiorstwie budowlanym Ministerstwa Rolnictwa. W latach 1970–1980 był przewodniczącym wileńskiej organizacji budowlanej, a w latach 1980–1989 zastępcą przewodniczącego zjednoczenia takich organizacji. Od 1989 pełnił funkcję przewodniczącego państwowego komitetu zaopatrzenia materiałowo-technicznego. W latach 1990–1991 sprawował urząd ministra rezerw materiałowych w pierwszym rządzie niepodległej Litwy.
Od 1992 do 1993 był prezesem zarządu banku Hermis. Od 1993 zatrudniony w dyplomacji; pełnił funkcje ambasadora Litwy w Rosji w latach 1993–1998, sekretarza stanu w Ministerstwie Spraw Zagranicznych w latach 2000–2001, ambasadora w Czechach i na Węgrzech w latach 2001–2006, a od 2007 do 2010 sprawował urząd ambasadora w Kazachstanie, od 2008 także w Kirgistanie, a od 2009 również w Tadżykistanie.
Po powrocie do kraju został doradcą dyrektora generalnego kolei litewskich Lietuvos geležinkeliai.